# Myrmarachne angusta
Myrmarachne angusta este o specie de păianjeni din genul Myrmarachne, familia Salticidae. A fost descrisă pentru prima dată de Thorell, 1877. Conform Catalogue of Life specia Myrmarachne angusta nu are subspecii cunoscute.